# هاري وليامز (لاعب كرة قدم بريطاني)
هاري وليامز (بالإنجليزية: Harry Williams)‏ (17 يناير 1996 في المملكة المتحدة - ) هو لاعب كرة قدم بريطاني في مركز الهجوم. لعب مع نادي فارنبوروه ونادي غلوستر سيتي ونادي تشيلتنهام تاون لكرة القدم وEvesham United F.C. ‏ ونادي ساكارامينتو ريببلك.

## وصلات خارجية
- هاري وليامز على موقع قاعدة بيانات كرة القدم.إي يو (الإنجليزية)
- هاري وليامز على موقع Soccerbase.com (لاعب) (الإنجليزية)
- هاري وليامز على موقع Soccerway.com (الإنجليزية)